# El Mellah (938)
El Mellah (938) je cvičná loď alžírského námořnictva. Mezi její hlavní úkoly patří základní výcvik nových kadetů a reprezentování alžírského námořnictva v zahraničí.

## Stavba
Plavidlo navrhl konstruktér Zygmunt Choreń z kanceláře Choren Design & Consulting. Postavila jej polská loděnice Remontowa Shipbuilding v Gdaňsku. Na vodu byla spuštěna 7. listopadu 2015. Zkoušky probíhaly od července 2017. Do služby byla přijata 5. prosince 2017.

## Konstrukce
Jedná se o třístěžňovou plachetnici. Plachty mají plochu cca 3000 m2. Plavidlo je vybaveno ještě pomocným dieselovým motorem. Hlavní (prostřední) stěžeň je 54 metrů vysoký. Zadní stěžeň v sobě má zabudován komín. Posádku tvoří 102 námořníků a 120 kadetů. Nejvyšší rychlost dosahuje 17 uzlů.